# Georg Hartmann

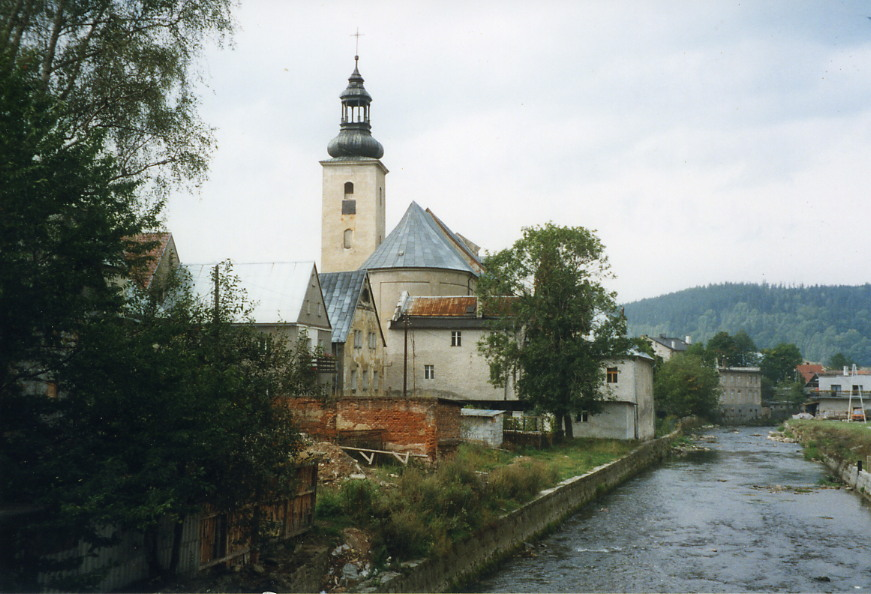
Kościół Narodzenia NMP w Lądku-Zdroju, gdzie dyrygentem od 1922 do 1945 roku był Georg Hartmann

Georg Hartmann (ur. 6 maja 1887 w Lewinie Kłodzkim, zm. 30 czerwca 1954 w Bielefeld) – niemiecki dyrygent, poeta, twórca pieśni i muzyki teatralnej.

## Życiorys
Urodził się w 1887 roku w Lewinie Kłodzkim. Już jako 11-letni chłopiec grał na organach miejscowego kościoła parafialnego pod wezwaniem św. Michała Archanioła. Następnie ukończył Seminarium Nauczycielskie w Bystrzycy Kłodzkiej, gdzie należał do uczniów Georga Amfta.
W 1911 roku został nauczycielem i kierownikiem Męskiego Związku Śpiewaczego w Lądku-Zdroju. W 1922 roku dodatkowo objął stanowisko dyrygenta tamtejszego chóru parafialnego. Ze swoimi zespołami oraz orkiestrą zdrojową organizował cieszące się dużą popularnością wśród mieszkańców i kuracjuszy koncerty muzyki oratoryjnej w Sali Luizy (obecnie Kino-Teatr) w Lądku-Zdroju. W latach 1939–1943 organizował w Parku Zdrojowym koncerty chórów okręgu bystrzyckiego.
Komponował i opracowywał szereg utworów muzyki chóralnej oraz pieśni i piosenek. Był autorem nie tylko muzyki, ale także tekstów pisanych w rodzimej gwarze, w których osiągnął własny styl przedstawiania ludowego humoru. Utwory te drukowane były w prasie regionalnej, a potem ukazały się w zbiorach: Heimatgeichte für meine Landsleute (1948), Quetschkatoffan on Puttermelch (1949), Häämte Groofschoft Glootz (1989).
Zmarł w 1954 roku w Bielefeld w Nadrenii Północnej-Westfalii.